# Tang Xijing
Tang Xijing (en chino: 唐茜靖; 3 de enero de 2003) es una deportista china que compite en gimnasia artística.
Participó en los Juegos Olímpicos de Tokio 2020, obteniendo una medalla de plata en la barra de equilibrio. Ganó una medalla de plata en el Campeonato Mundial de Gimnasia Artística de 2019, en el concurso individual.

## Palmarés internacional
| Juegos Olímpicos   | Juegos Olímpicos     | Juegos Olímpicos | Juegos Olímpicos    |
| Año                | Lugar                | Medalla          | Prueba              |
| ------------------ | -------------------- | ---------------- | ------------------- |
| 2020               | Tokio (Japón)        | Medalla de plata | Barra               |
| Campeonato Mundial |                      |                  |                     |
| Año                | Lugar                | Medalla          | Prueba              |
| 2019               | Stuttgart (Alemania) | Medalla de plata | Concurso individual |